# Conjuring : Sous l'emprise du Diable
Série de l'univers cinématographique Conjuring
Annabelle : La Maison du mal
(2019) La Nonne : La Malédiction de Sainte-Lucie
(2023)
Série Conjuring
Le Cas Enfield
(2016) The Conjuring: Last Rites
(2025)
Pour plus de détails, voir Fiche technique et Distribution.
Conjuring : Sous l'emprise du Diable ou La Conjuration : Sous l'emprise du diable, au Québec (The Conjuring: The Devil Made Me Do It) est un film d'horreur américain réalisé par Michael Chaves, sorti en 2021. Il s'agit du 9e film de l'univers Conjuring et du troisième de la série principale, après Conjuring : Les Dossiers Warren et Conjuring 2 : Le Cas Enfield.
Patrick Wilson et Vera Farmiga reprennent leurs rôles respectifs d'Ed et Lorraine Warren et sont accompagnés par Sterling Jerins et Ruairi O'Connor. Le film est inspiré du procès d'Arne Cheyenne Johnson (en), procès d'un meurtrier qui a sévi dans le Connecticut et qui a eu lieu en 1981, également connu sous le nom de l'affaire « The Devil Made Me Do It ».

## Synopsis
Les enquêteurs paranormaux Ed et Lorraine Warren se lancent dans une affaire terrifiante de meurtre et de présence maléfique mystérieuse. Pourtant très aguerris, ils sont très ébranlés par cette enquête. Ed et Lorraine commencent par se battre pour protéger l'âme d'un petit garçon, puis basculent dans un monde radicalement inconnu.

## Fiche technique
Sauf indication contraire, les informations mentionnées dans cette section peuvent être confirmées par les bases de données cinématographiques IMDb et Allociné,  présentes dans la section « Liens externes ».
- Titre original : The Conjuring: The Devil Made Me Do It (au cinéma) et The Conjuring 3: The Devil Made Me Do It (en vidéo)
- Titre français : Conjuring : Sous l'emprise du Diable (au cinéma) et Conjuring 3 : Sous l'emprise du Diable (en vidéo)
- Titre québécois : La Conjuration : Sous l'emprise du Diable (au cinéma)[1] et La Conjuration 3 : Sous l'emprise du Diable (en vidéo)
- Réalisation : Michael Chaves
- Scénario : David Leslie Johnson-McGoldrick, d'après une histoire de David Leslie Johnson-McGoldrick et James Wan, d'après les personnages créés par Chad Hayes et Carey W. Hayes
- Musique : Joseph Bishara
  - Orchestration : Rossano Galante, Dana Niu et Brad Warnaar
  - Montage musical : Oliver Hug, Barbara McDermott, Julie Pearce, Joe E. Rand et Lise Richardson
- Direction artistique : Rachel Block, Peter Borck et Julian Scalia
- Décors : Jennifer Spence
- Costumes : Leah Butler
- Maquillage : Eleanor Sabaduquia
- Coiffure : Adruitha Lee et Monty Schuth
- Photographie : Michael Burgess
- Son : Michael Babcock, Jason W. Jennings, Julian Slater
- Montage : Peter Gvozdas et Christian Wagner
- Production : Peter Safran et James Wan
  - Production déléguée : Richard Brener, Michael Clear, Michelle Morrissey, Dave Neustadter, Victoria Palmeri et Judson Scott
  - Coproduction : Will Greenfield
- Sociétés de production : Atomic Monster, New Line Cinema et The Safran Company
- Sociétés de distribution : Warner Bros. (États-Unis, France, Belgique), Warner Bros. Pictures (Suisse)
- Budget : 39 millions de $[3]
- Pays de production :  États-Unis
- Langue originale : anglais
- Format : couleur — 2,39:1 (Panavision) — son Dolby Atmos / DTS (DTS: X) / Dolby Digital / IMAX 6-Track / Sonics-DDP / 12-Track Digital Sound / Dolby Surround 7.1 / Auro 11.1
- Genre : épouvante-horreur, thriller, mystère
- Durée : 112 minutes
- Dates de sortie[4] :
  - Égypte, Royaume-Uni : 26 mai 2021 (premières projections publiques au monde)
  - États-Unis : 4 juin 2021 (sortie nationale et sur HBO Max)
  - Québec : 4 juin 2021[1]
  - France, Belgique, Suisse romande : 9 juin 2021[5],[6],[7]
- Classification [8] :
  - États-Unis : interdit aux moins de 17 ans (R – Restricted)[N 1]
  - France : interdit aux moins de 12 ans[9],[N 2]
  - Belgique : potentiellement préjudiciable jusqu'à 16 ans (KNT/ENA : Kinderen Niet Toegelaten  / Enfants Non Admis)[6],[10],[N 3]
  - Suisse romande : interdit aux moins de 16 ans[11]
  - Québec : 13 ans et plus (violence - horreur) (13+ / 13 years and over)[1]

## Distribution
- Vera Farmiga (VF : Ivana Coppola ; VQ : Camille Cyr-Desmarais) : Lorraine Warren
- Patrick Wilson (VF : Alexis Victor ; VQ : Frédéric Paquet) : Ed Warren
- Ruairi O'Connor (VF : Martin Faliu) : Arne Cheyenne Johnson
- Sarah Catherine Hook (VF : Emmylou Homs) : Debbie Glatzel
- Eugenie Bondurant (VF : Vanina Pradier ; VQ : Colette Paquet) : Isla Kastner, l’Occultiste
- John Noble (VF : Philippe Catoire) : le Père Kastner
- Julian Hilliard : David Glatzel
- Shannon Kook-Chun (VF : Hugo Brunswick) : Drew Thomas
- Ronnie Gene Blevins (VF : Boris Rehlinger) : Bruno
- Steve Coulter (VF : Yann Guillemot) : le Père Gordon
- Keith Arthur Bolden : sergent Clay
- Vince Pisani   (VF : Arnaud Arbessier) : le Père Newman
- Ingrid Bișu : Jessica
- Sterling Jerins (VF : Jeanne Orsat ; VQ : Anne-Charlotte Côté) : Judy Warren
- Charlene Amoia (VF : Catherine Cipan) : Judy Glatzel
- Paul Wilson : Carl Glatzel
- Andrea Andrade : Katie
- Ashley LeConte Campbell : Meryl
- Mitchell Hoog : Ed Warren, jeune
- Megan Ashley Brown : Lorraine Warren, jeune

 Source et légende : version française (VF) sur RS Doublage

## Production

### Genèse et développement
En 2016, James Wan a déclaré, concernant une possible suite : « Il pourrait y avoir beaucoup plus de films parce que les Warren ont tellement d'histoires ». Les scénaristes Chad et Carey Hayes ont également exprimé leur intérêt à travailler sur une histoire pour une autre suite. Cependant, Wan a déclaré qu'il pourrait ne pas être en mesure de réaliser le film en raison de ses engagements sur d'autres projets. Il a également annoncé que, si un troisième film devait être réalisé, il aurait idéalement lieu dans les années 1980. Un peu plus tard, il a déclaré que la suite pourrait traiter de la lycanthropie : "Peut-être pouvons-nous parler d'un loup-garou américain classique dans le style londonien ?". En mai 2017, Peter Safran a déclaré qu'il était peu probable qu'un troisième épisode aborde le thème de la "maison hantée".
En juin 2017, il a été annoncé que le troisième opus était en développement, avec David Leslie Johnson-McGoldrick à l'écriture du scénario, déjà à l’œuvre sur Conjuring 2 : Le Cas Enfield.

### Tournage
Le film est entré en production le 3 juin 2019 et le tournage a eu lieu à Atlanta, en Géorgie.

### Musique
La musique du film est entièrement composée par Joseph Bishara, qui avait déjà collaboré avec le réalisateur James Wan pour sa série Insidious (2011 et 2013), mais également pour ses films Conjuring : Les Dossiers Warren (2013) et Conjuring 2 : Le Cas Enfield (2016).

## Accueil

### Promotion
Le 8 décembre 2019, Warner Bros. dévoile le logo officiel du film à la Comic Con Experience 2019.

### Sortie
La sortie du film était initialement prévue pour le 11 septembre 2020 aux États-Unis et le 16 septembre en France. Néanmoins, en juillet 2020, Warner Bros. décide de repousser la sortie du film au 4 juin 2021 à cause de la pandémie de Covid-19, qui empêche la réouverture des cinémas dans les grandes villes des États-Unis. La sortie du film dans le reste du monde est également repoussée en 2021. Le film est sorti en salles le 9 juin 2021 en France.

### Box-office
| Pays ou région        | Box-office        | Date d'arrêt du box-office | Nombre de semaines |
| --------------------- | ----------------- | -------------------------- | ------------------ |
| États-Unis Canada     | 65 631 050 $      | 26 août 2021               | 12                 |
| France                | 1 887 284 entrées | 28 juillet 2021            | 7                  |
| Total hors États-Unis | 140 770 430 $     | 26 août 2021               | 12                 |
| Total mondial         | 206 401 480 $     | 26 août 2021               | 12                 |

## Éditions en vidéo
- En France, le film Conjuring 3 : Sous l'emprise du Diable est sorti en VOD le 6 octobre 2021[5]. Par la suite, le film sort en DVD et Blu-ray le 13 octobre 2021[23],[24].
- Au Québec, le film est sorti en VSD, DVD et Blu-ray le 24 août 2021[1].

## Autour du film
À la quarante-huitième minute du film, les Warren reçoivent un bouquet de fleurs de la part de la famille Perron, qui est la famille qu'ils ont sauvée dans Conjuring : Les Dossiers Warren.